# Aruek jezik
Aruek jezik (djang; ISO 639-3: aur), jedan od šest kombio jezika, šira skupina kombio-arapesh, porodica torricelli, kojim govori 740 ljudi (2003 SIL) u Papui Novoj Gvineji, na području provincije Sandaun.

## Vanjske poveznice
- Ethnologue (14th)
- Ethnologue (15th)